# Шаріф Хамаюні Мухаммад
Шаріф Хамаюні Мухаммад (21 березня 1990, Махачкала, СРСР) — афганський футболіст, півзахисник.

## Біографія

### Клубна кар'єра
Шаріф Мухаммад — вихованець дагестанського футболу. У 2007 році виступав за аматорський клуб «Динамо» з Махачкали. У 2010 році потрапив в заявку молодіжного складу «Анжі». Вперше потрапив у заявку на матч російської Прем'єр-ліги Мухаммад, внаслідок численних травм у команди, 4 липня 2010 року у виїзному матчі проти санкт-петербурзького «Зеніту», проте той матч він провів на лавці запасних. Дебют в матчах Прем'єр-ліги відбувся в Москві, де «Локомотив» приймав «Анжі», Мухаммад на 88 хвилині матчу вийшов на заміну Миколи Жосана. Після закінчення контракту з «Анжі», Мухаммад розповів про корупцію у клубі. Футболіст був вимушений платити тренеру Руслану Агаларову сімдесят відсотків від преміальних, якщо він потрапляв у заявку. Агаларов заперечував факт корупції, але інші колишні футболісти «Анжі», зокрема Шаміль Мірзаєв. Пізніше Шаріф Мухаммад звинувачував керівництво колишнього клубу, що вони перешкоджають йому влаштуватися у інший клуб. 22 липня 2016 року став гравцем клубу «Спартак-Нальчик», виступаючого у Футбольній Національній Лізі . Всього за команду з Нальчіка Шаріф Мухаммад зіграв 34 матча і забив один м'яч. У серпні 2017 року підписав контракт з клубом вищого ешелону чемпіонату Швеції «Ескільстуна».

### Кар'єра в збірній
3 вересня 2015 року дебютував за національну збірну Афганістану в товариському матчі проти Таїланду (0:2). 25 березня 2016 вийшов у стартовому складі проти Японії (0:5), провів на полі 90 хвилин і був визнаний кращим гравцем своєї збірної. Свій перший гол у складі збірної забив 23 березня 2017 року у ворота збірної Сінгапуру. 

## Особисте життя
Навчався в Махачкалі у школі № 50. З дитинства захоплювався футболом, в 2006 році вступив до Дагестанського державного педагогічного університету, на відділення фізичної культури. Батько Мухаммада — виходець з Кабула. Під час афганської війни 1979-1989 років він відправився на навчання до Махачкали, де познайомився з місцевою дівчиною, з якою згодом одружився, прийняв громадянство Росії і залишився в Махачкалі. У 2012 році Мухаммад одружився з дочкою відомого аварського дагестанського бізнесмена — Хадіжат. В кінці вересня 2013 року у Шаріфа народився син Адам. 21 вересня 2014 року народилася дочка.

## Досягнення
«Анжі»
- Бронзовий призер чемпіонату Росії: 2012/13
- Фіналіст Кубка Росії : 2012/13